# Camill Gerbert

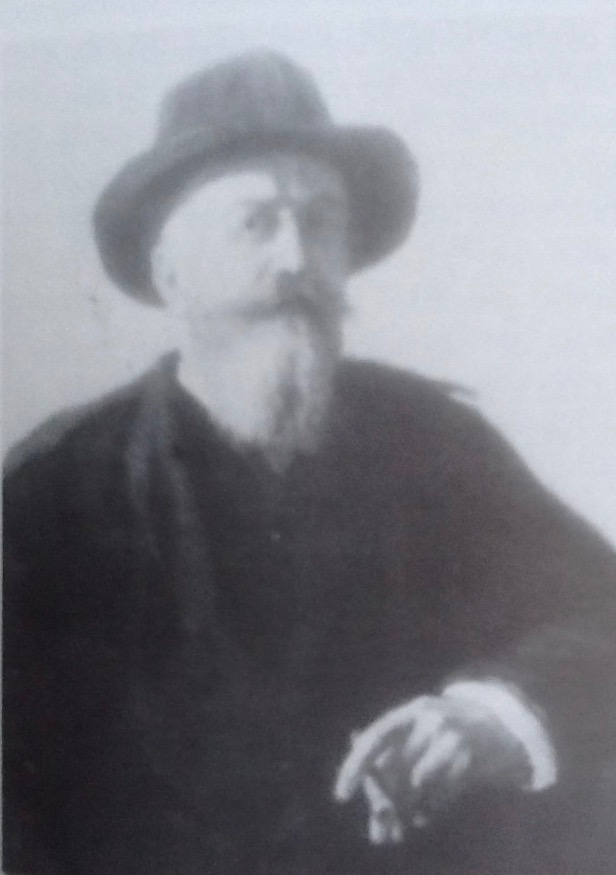
Pfarrer Camill Gerbert

Georg Friedrich Camill Gerbert (* 1. Februar 1861 in Schiltach, Großherzogtum Baden; † 26. Mai 1918 in Biebrich, Hessen-Nassau) war ein evangelischer Pfarrer und Initiator des Baues der Oranier-Gedächtnis-Kirche in Biebrich.

## Leben

### Herkunft und beruflicher Werdegang
Camill Gerbert war der älteste Sohn des Gymnasiallehrers Anton Gerbert und seiner Ehefrau Karoline geb. Neidhardt. Die Familie stammte aus dem Elsass, sah sich jedoch gezwungen nach Deutschland umzusiedeln, da der Vater mit der Politik von Kaiser Napoleon III. in Konflikt kam. Als das Elsass und Lothringen nach dem Deutsch-Französischen Krieg von 1870/71 als Reichslande zum Deutschen Reich gekommen waren, kehrte die Familie in ihre ursprüngliche Heimat nach Colmar zurück. Im Alter von 15 Jahren starben seine Eltern.
In Colmar besuchte Gerbert das Königliche Lyzeum, nach dem Abitur am 27. Juli 1880 begann er 1880 das Studium der Theologie und Philosophie an der damaligen Kaiser-Wilhelm-Universität Straßburg. Er wohnte im theologischen Studienstift St. Thomas, dessen Direktor Albert Schweitzer war. Da er mittellos war, musste er sich seit seinem 16. Lebensjahr seinen Unterhalt als Hauslehrer selbst verdienen. Ab 1882 studierte er an der Universität Zürich, dort wurde er Schüler des Theologen Alois Emanuel Biedermann. Im Mai 1884 verließ er Zürich und wechselte an die Universität Tübingen, wo er 1885 an der Philosophischen Fakultät promoviert wurde. Gegenstand der seinerzeit vielbeachteten Dissertation  war die Straßburger Sektenbewegung zur Zeit der Reformation. Einige Jahre später erwarb er einen zweiten Doktortitel (Theologie) an der Universität Jena. Die Promotionsurkunde trägt das Datum 15. Juli 1900; von da an war Pfarrer Gerbert „Dr. phil. und D. (theol)“.

### Pfarrer in Lothringen
Nach seiner Rückkehr nach Straßburg trat Gerbert in die Dienste der Evangelischen Kirche Augsburgischen Bekenntnisses in Elsaß-Lothringen. Nach abgelegten Pfarrerexamen wurde er am 4. Juni 1886 ordiniert. Nach einem Vikariat in Hangenbieten und Metz erhielt er ab 1. Januar 1887 seine erste Pfarrstelle in Saarburg (Lothringen). Das Amt war für den jungen Pfarrer eine große Herausforderung; er hatte hier insgesamt 64 Diaspora-Gemeinden mit evangelischen Gläubigen zu betreuen, gleichzeitig war er Militärpfarrer für die Garnison in Saarburg. Mehrfach war er mit Kaiser Wilhelm II. zusammengetroffen, wenn dieser die Garnison Saarburg besuchte. Auch betreute er den Kaiser seelsorgerisch, wenn sich dieser auf seinem Schloss Urweiler (Urville) aufhielt.
Auch allgemein setzte er sich für die Belange der Evangelischen ein. Lothringen war in der Diaspora. Mit Hilfe des Gustav-Adolf-Werkes gelang es ihm, vier neue Kirchen in Lothringen erbauen zu  lassen. Es handelte sich hierbei um die Garnisonskirche in Saarburg sowie drei weitere evangelische Kirchen in Saarburg, Avriust und Alberschweiler.

### Biebrich am Rhein
Nach über zehnjähriger Tätigkeit in Lothringen wechselte Pfarrer Gerbert in das damals noch selbständige Biebrich am Rhein (heute Stadtviertel von Wiesbaden). Am 12. Juni 1898 wurde er von Dekan Rudolf Eibach in sein Amt als erster Prediger der Gemeinde Biebrich eingeführt.
Camill Gerberts Name ist für immer mit dem Bau der Oranier-Gedächtnis-Kirche verbunden. Durch seine guten Verbindungen zum Kaiserhaus erhielt er für die Gemeinde zahlreiche Vergünstigungen. So erhielt er das für den Bau der Kirche erforderliche Grundstück nahezu geschenkt. Insbesondere die Ausgestaltung des Kircheninnenraums der Oranier-Gedächtnis-Kirche und die Motive der Glasfenster gehen auf seine Ideen zurück. Neben seinen Anstrengungen um den Neubau erstreckte sich seine Tätigkeit auch auf den Umbau der Hauptkirche in Mosbach. Am 15. Mai 1905 erfolgte die feierliche Einweihung der Oranier-Gedächtnis-Kirche. Vor der Kirche überreichte der Architekt des Gebäudes Karl von Loehr dem Generalsuperintendenten Heinrich Maurer einen vergoldeten Schlüssel. Dieser gab den Schlüssel über den Dekan Eibach an Gemeindepfarrer Gerbert weiter.
Aus Anlass der Einweihung der Oranier-Gedächtnis-Kirche wurde Pfarrer Gerbert mit dem Ritterkreuz 3. Klasse des Nassauischen Militär- und Zivildienst-Orden Adolphs von Nassau ausgezeichnet.
Camill Gerbert war von tiefem protestantischen Bewusstsein erfüllt. So war er den Evangelischen Bund verbunden, der zur Wahrung der deutsch-protestantischen Interessen gegründet worden war.
Pfarrer Gerbert war zweimal verheiratet. Am 21. Oktober 1890 heiratete er Anna Sophia geb. Stroh aus Kirn an der Nahe. Aus dieser Ehe gingen drei Kinder hervor. Zwei starben bereits im Kindesalter, nur der Sohn Martin überlebte. Diese Ehe wurde später geschieden. In zweiter Ehe war er seit dem 5. Dezember 1911 mit der promovierten Frauenärztin Elisabeth Friederike, geb. Föllinger verheiratet. Aus dieser Ehe waren zwei Kinder hervorgegangen: die Tochter Ruth und der Sohn Eckerhardt.

### Letzte Jahre und Tod
Pfarrer Gerbert war – dem Zeitgeist entsprechend – außerordentlich patriotisch gesonnen. Nach Ausbruch des Ersten Weltkrieges „eilte er bereits 1914 (zusammen mit Sohn Martin) zu den Fahnen“ und meldete sich mit immerhin 53 Jahren freiwillig, als Feldprediger tat er in Belgien seinen Dienst. Wegen Tapferkeit erhielt er zahlreiche Auszeichnungen (Eisernes Kreuz II. Klasse, Mecklenburgische Tapferkeitsmedaille).
Am 1. Januar 1918 kehrte Pfarrer Gerbert auf Verlangen der Biebricher Gemeinde vom Kriegsschauplatz zurück. Am 26. Mai 1918 beendete ein Schlaganfall sein Leben und am 29. Mai 1918 wurden er unter großer Anteilnahme der Biebricher Bevölkerung bestattet. „Als überzeugtem Legitimisten blieb ihm die Niederlage des Deutschen Reiches und die Abdankung des von ihm sehr verehrten Kaisers erspart, ebenso wie die Wirren der Revolution im Nachkriegsdeutschland.“